# Lagkadiá
Lagkadiá är en ort i Grekland.   Den ligger i prefekturen Trikala och regionen Thessalien, i den centrala delen av landet, 250 km nordväst om huvudstaden Aten. Lagkadiá ligger 550 meter över havet och antalet invånare är 183.
Terrängen runt Lagkadiá är kuperad åt nordost, men åt sydväst är den platt. Runt Lagkadiá är det glesbefolkat, med 14 invånare per kvadratkilometer. Närmaste större samhälle är Trikala, 12,1 km söder om Lagkadiá. == Kommentarer ==
1. ↑  Framräknat ur variansen i alla höjduppgifter (DEM 3") från Viewfinder Panoramas, inom 10 km radie.[2] Mer om algoritmen finns här: Användare:Lsjbot/Algoritmer.